# Futura 2000
Pour les articles homonymes, voir Futura.
 (septembre 2015).
Si vous disposez d'ouvrages ou d'articles de référence ou si vous connaissez des sites web de qualité traitant du thème abordé ici, merci de compléter l'article en donnant les références utiles à sa vérifiabilité et en les liant à la section « Notes et références ».
Futura 2000, né Leonard Hilton McGurr, dit Lenny McGurr, en 1955 à Brooklyn, New York, est un « graffiti-artist » américain.

## Biographie
Leonard McGurr naît d'un père irlandais et d'une mère franco-américaine. Il s’inscrit à la School for Visual Arts pour y apprendre les techniques de l’imprimerie. Son inspiration, dans un premier temps tournée vers le lettrage, il la trouve dans les tunnels du métro new-yorkais en s’essayant à plusieurs pseudonymes. C’est à 15 ans qu’il choisit le pseudonyme Futura 2000. Il commence à peindre au tout début des années 1970 à New York ce qui fait de lui un des grands pionniers de la peinture urbaine. Dès le début des années 1970, il commence à peindre les wagons des lignes de Brooklyn au sein de différents groupes comme UGA (United Graffiti Artists). Après un accident dans le métro, en taguant, il arrête pendant quatre ans en s’enrôlant dans les marines. Il reprend en 1979.
Il accompagne l'explosion du hip-hop au début des années 1980 en voyageant notamment en Europe où il peint pendant les démonstrations de break-dance du Rock Steady Crew, et les concerts de Grandmaster Flash ou d'Afrika Bambaataa. Il rencontre The Clash en 1981 et les accompagne sur une tournée à New York, Paris et Londres où il peint sur scène à l'arrière du groupe. Il enregistre avec eux The Escapades of Futura 2000. Aujourd'hui, il expose ses toiles dans le monde entier et son œuvre a fait l'objet de plusieurs expositions en France.
Sa première exposition de groupe a lieu en 1981 à la SA Alternative Space à New York et, la même année, il participe aux côtés de Basquiat, Haring, Warhol, Kenny Scharf mais aussi de Rammellzee, Crash et Dondi White, à la fameuse exposition du PS1 Contemporary Art Center, « New York/New Wave ».
En 1982 la Fun Gallery organise sa première exposition personnelle, à l’instar de Basquiat la même année et de Keith Haring l’année suivante. Dès lors, il expose dans le monde entier et participe aux premières exposition muséales majeures consacrées au graffiti : au Musée Boijmans van Beuningen à Rotterdam, Pays-Bas, à la Tate Gallery à Londres, ainsi qu’à Hanovre, Munich ou encore Hong-Kong et Tokyo.
En 1985, il participe au premier rassemblement du mouvement graffiti et d'art urbain à Bondy (France), à l'initiative des VLP, avec Miss.Tic, Epsylon Point, Blek le rat, SP 38, Banlieue-Banlieue, Nuklé-Art, Jef Aérosol, Speedy Graphito, etc.
Dans les années 1990, il participe à de nombreuses expositions en galerie ainsi qu’en institution : au Palais de Chaillot à Paris (1991), au Groningen Museum aux Pays-Bas (1992), au musée des beaux-arts de Tourcoing (1996), mais aussi à Paris à la Galerie du Jour Agnès b., à New York à la Michael Kohn Gallery et à la Philippe Briet Gallery.
En France, Futura est représenté par la Galerie Magda Danysz.

## Œuvre
La peinture de Futura est contemporaine, expressionniste, et abstraite ou figurative suivant les sujets et les périodes. Ses œuvres sont les héritières de l’action painting dans lesquelles on retrouve le dynamisme gestuel de Jackson Pollock ou William de Kooning. Marie Maertens écrit ainsi : 

« Figure historique du mouvement, il en est aussi l’un des plus picturaux. Il est de ceux qui se singularisent non dans le tag mais par leurs explosions de couleurs. »

Futura est artiste hors-norme. Un virtuose de la bombe, un novateur plein d’énergie. Il est l’un des artistes les plus célèbres du mouvement du street art dont l’influence dépasse toutes les frontières.

## Expositions et publications

### Expositions personnelles
- 2020 
  - Intervention in situ sur les baies vitrées, visibles intérieurement et extérieurement, du Palais de Tokyo, Paris.
- 2017-2018
  - L'Aérosol, musée du graffiti à Paris, Maquis-art Hall of Fame
- 2014
  - Solo Show, Magda Danysz Gallery[5], Paris
- 2012
  - Future-Shock, Valmorbida, New York
  - Futura 2012, Expansions, Galerie Jérôme de Noirmont, Paris (catalogue)[6]
- 2009
  - Collection Patrick Lerouge, École spéciale d’architecture, Paris
  - Futura 2000, Odysee Two, 95 Gallery, Art forum Berlin
- 2008
  - Strategic Synchronicity, Phantom Galleries, Pacific Electric Lofts, Los Angeles
- 2005
  - Futura Year In Pictures, V1 Gallery
- 2003
  - U.N.K.L.E, ICA Gallery, Londres
- 2002
  - The Futura 2000 Place, Space 3, Sydney
- 2001
  - Futura, Colette, Paris
- 2000
  - bOb, New York
- 1999
  - Variant, New York
- 1996
  - musée des beaux-arts de Tourcoing
  - Solaria, Fukuoka
  - Livestock Gallery, New York
- 1994
  - Gallery Cotthem, Knokke
  - Time Space Light, New York
- 1993
  - Martin Lawrence Gallery, New York
  - Zero One Gallery, Los Angeles
- 1992
  - Galerie du Jour Agnès b., Paris
- 1991
  - Galerie du Jour Agnès b., Paris
- 1990
  - Futura 2000: The New paintings, Philippe Briet Gallery, New York (11 avril-5 mai) (catalogue)
  - B5 Gallery / Speerstra Gallery, Monaco
- 1989
  - Futura 2000: Ultimes Obres, Galeria Arcs & Cracs, Barcelone (octobre) (catalogue)
  - Futura 2000: Œuvres récentes, Galerie du Jour Agnès b., Paris (1er juin-8 juillet)
  - Futura 2000: Œuvres récentes, Musée de Vire, Vire (4 mars-30 avril) (catalogue)
- 1988
  - Futura: New Works, Philippe Briet Gallery, New York (mai)
- 1986
  - Semaphore Gallery, New York
- 1985
  - Michael Kohn Gallery, Los Angeles
  - Tony Shafrazi Gallery, New York
- 1984
  - Fun Gallery, New York
  - Michael Kohn Gallery, New York
  - Tony Shafrazi Gallery, New York
- 1983
  - Four Blue Squares, San Francisco
  - Fun Gallery West, San Francisco
  - Baronian-Lambert, Gand
  - Yaki Korinbilt, Amsterdam
  - Futura: Observations of An Underground Civilization, 51X Gallery, New York (13 mai-5 juin)
  - Six Gallery
  - Futura 2000, Fun Gallery, New York
  - Galerie Yvon Lambert, Paris
- 1982
  - Futura 2000, FNAC, Strasbourg (21 novembre-31 décembre)
  - Futura 2000, Fun Gallery, New York (avril)
- 1981
  - Soul Artists Alternative Space, New York

### Expositions de groupe
- 2019
  - Abstract Compass, Danysz Gallery Hong Kong
- 2018
  - Futura x André Saraiva, Chez nous, Danysz Gallery Paris
- 2017
  - Libres Figurations - Années 80 (Collection Speerstra) - Fonds Hélène & Édouard Leclerc, Landerneau, France (catalogue)

- 2012
  - From the streets, CAFA art museum, Pékin, Chine[7]
  - Deep Space, Joseph Nahmad Contemporary, New York City
  - Speerstra Fondation (Collection Speerstra), Apples, Suisse (catalogue)
- 2011
  - Kings, Subliminal Projects, Los Angeles Kindergarten, Galleria Civica, Modène
  - Graffiti New York 80´s, Galerie Jérôme de Noirmont, Paris
  - Art in the Streets, The Geffen Contemporary at MOCA, Los Angeles (catalogue)
- 2009
  - Natural Selection, Atkinson Gallery, Somerset, Royaume-Uni
  - From Style Writing to Art (A Streeet Art Anthology), Galerie Magda Danysz, Paris (catalogue)
  - Graffiti – État des lieux, Galerie du jour Agnès b., Paris
  - Ne dans la rue: Graffiti, Fondation Cartier pour l’Art Contemporain, Paris (catalogue)
  - Futura, Phil Frost, Stash, Cuadro Fine Art Gallery, Dubaï
- 2008
  - The Elms Lesters Book and Christmas Exhibition, Elms Lesters Paintings Rooms, Londres (catalogue)
  - Beautiful Losers – Contemporary Art and Street Culture, Exposition itinérante (catalogue) : La Casa Encendida, Madrid
- 2007
  - Small, Medium and Large, Elms Lesters Paintings Rooms, Londres
  - Futura * 2000 and Jose Parla – Pirate Utopias, Elms Lesters Paintings Rooms, Londres
  - Beautiful Losers – Contemporary Art and Street Culture, exposition itinérante (catalogue) : Museum Sztuki, Lodz, Poland
  - Graffiti Stories (Collection Speerstra) - Abbaye d'Auberive et Musée Paul Valéry, Sète, France (catalogue)
  - L'art modeste sous les bombres (Collection Speerstra) - Musée International des Arts Modestes, Sète, France (catalogue)
- 2006
  - Ugly Winners, Galerie du Jour Agnès b., Paris
  - Beautiful Losers – Contemporary Art and Street Culture, exposition itinérante (catalogue) : La Trienale di Milano, Milan, Italia; Le Tri Postal, Lille
- 2005
  - Icygrape No. 1924, Elms Lesters Paintings Rooms, Londres
  - Beautiful Losers – Contemporary Art and Street Culture, exposition itinérante (catalogue) : Orange County Museum of Art, Newport Beach; Contemporary Museum, Baltimore ; University of South Florida / CAM, Tampa
- 2004
  - East Village USA, New Museum of Contemporary Art, New York (catalogue)
  - Beautiful Losers – Contemporary Art and Street Culture Touring show (catalogue) : Contemporary Art Center of Cincinnati; Yerba Buena Center for the Arts, San Francisco
- 2001
  - Renaissance 2001, N.Y.C.U.E.M (New York City Urban Experience Museum), New York
  - Graffs, Galerie du Jour Agnès b., Paris
- 1999
  - Pittura Dura : Dal Graffitismo alla Street Art, Palazzo Bricherasio Foundation, Turin (catalogue)
- 1998
  - Reproduced 98. Marok vs Futura, Berlin, Cologne, Hambourg, Munich, Francfort
- 1997
  - The Tramshed, Londres
- 1995
  - Summersault Festival, Melbourne
- 1994
  - Spraycan Art, Sixth Congress Gallery, Tucson
  - Le Temps d´un Dessin, Galerie de l´école des beaux-arts de Lorient
- 1992
  - Group Exhibition, Klarfeld Perry Gallery, New York
  - Coming from the Subway - New York Graffiti Art, Groninger Museum, Groningen (catalogue)
- 1991
  - Federal Reserve, Washington D.C.
  - Musee du Trocadero, Paris
  - Coleen Greco Gallery, NY
  - Galerie du Jour Agnès b., Paris
  - Martin Lawrence Gallery, New York
  - Liverpool Gallery, Bruxelles
- 1990
  - Artists of the year, Philippe Briet Gallery, New York
  - Galley B5, Monaco
  - Michael Kohn Gallery, Los Angeles
  - Galerie du Jour Agnès b., Paris
- 1988
  - Museum of American Graffiti, New York
- 1987
  - Michael Kohn Gallery, Los Angeles
- 1986
  - Semaphore East, New York
- 1985
  - Flow Ace Gallery, Los Angeles
  - Kentucky Litho Building, Louisville
- 1984
  - Homage to Picasso, Tony Shafrazy Gallery at Forum International Kunstmesse Zuric, Hall 7, Booth 703, Zurich
  - Miauhaus, Thread Waxing Space, New York
  - Summer Exhibition, Fun Gallery, New York
  - Arte di Frontiera : New York Graffiti, Touring exhibition (catalogue) : Galeria d´Arte Moderna di Bologna, Bologne ; Palazzo delle Esposizioni, Rome
  - Urban Confrontation, Ben Shahn Gallery, William Patterson College
  - Galozzi La Placa, New York
  - New York Graffiti, Louisiana Museum, Copenhagen (catalogue)
  - Seibu Gallery, Tokyo
  - Graffiti, Groninger Museum, Groningen
  - Robert Fraser Gallery, Londres
  - Classical American Graffiti Writers and High Graffiti Artists, Gallery Thomas, Munich
  - Artists from New-York in Monte-Carlo, Speerstra Gallery, Monaco
- 1983
  - Post Graffiti, Sydney Janis Gallery, New York (catalogue)
  - New New York, Brentwood Gallery, St Louis
  - Painting, Sculpture, Totems and 3D, Tony Shafrazi Gallery, New York
  - Champions, Tony Shafrazi Gallery, New York (catalogue)
  - New Art at the Tate Gallery, Tate Gallery, Londres (catalogue)
  - Graffiti, Museum Boymans - van Beuningen, Rotterdam (catalogue)
  - Fay Fold Gallery, Atlanta
  - Fun Gallery, New York
  - 51X Gallery, New York
  - Greenville Museum, South Carolina
  - Gallery 121, Antwerpen
  - Monique Knowlton Gallery, New York
  - American Graffiti Gallery, Amsterdam
- 1982
  - New York Now, exposition itinérante (catalogue) : Kestner-Gessellschaft, Hanovre ; Kunstverein Munchen, Munich ; musée cantonal des beaux-arts, Lausanne ; Kunstverein fur die Rheinlande und Westfalen, Düsseldorf
  - Kenny Scharf and Futura * 2000, Tony Shafrazy Gallery, New York
  - South Bronx Art Show, Fashion Moda, New York
  - Dondi, Futura * 2000, Zephyr, Bank of America, Hong Kong
  - New York / New Wave, P.S.1 Contemporary Art Center, New York
  - ESSES Studios, U.C.S.C., Santa Cruz
- 1981
  - Beyond Words : Graffiti Based-Rooted-Inspired Works, Mudd Club, New York
  - New York/New Wave, P.S.1, Institute for Art and Urban ressources, Long Island City
  - Events, Fashion Moda, The New Museum of Contemporary Art, New York (catalogue)
- 1980
  - Graffiti Art Success of America, Fashion Moda, New York
  - S.A., Soul Artists Alternative Space, New York

## Collections publiques
- Collection de la Société Générale, New York.
- Fonds municipal d'art contemporain de la Ville de Paris, Paris.
- Musée de Vire.
- Museo de Arte Moderna di Bologna, Bologne.

## Publications
- 2012
  - Futura 2012 – Expansions Texte de Paul Ardenne, Galerie Jérôme de Noirmont, Paris
  - Graffiti, une histoire en images Bernard Fontaine, Editions Eyrolles, Paris
  - Is The Art World Ready for Graffiti? Steven Hager, Steven Hager at Smashwords, Los Gatos
- 2011
  - 100 artistes du Street Art sous la direction de Paul Ardenne, textes de Marie Maertens, Editions de la Martinière, Paris
- 2010
  - Beyond the Street: The 100 Leading Figures in Urban Art textes de Patrick Nguyen, Stuart Mackenzie, Edition Die Gestalten Verlag
- 2009
  - From Style Writing to Art (A Streeet Art Anthology) textes de Magda Danysz, Marie-Noëlle Dana, Galerie Magda Danysz, Paris, Editions Drago, Italie
  - Né dans la rue : Graffiti textes de Hervé Chandes, Edition Fondation Cartier pour l’art contemporain, Paris
  - Blade - King of Kings Henk Pijnenburg, Henk Pijnenburg Edition
  - Natural Selection textes de Fiona McKinnon, Iain Cadby, Edition Atkinson Gallery, Somerset
  - Graffiti New York textes de Eric Felisbret, James Prigoff, Luke Felisbret, Edition Abrams
  - American Graffiti Margo Thompson, Parkstone International Edition
  - Subway Art: 25th Anniversary Edition textes de Martha Cooper, Henry Chalfant, Edition Chronicle Books
- 2008
  - The Elms Lesters Book and Christmas Exhibition textes de Ben Jones, Paul Jones et alt., Edition Elms Lesters Paintings Rooms, Londres
  - Street Art: The Graffiti Revolution textes de Cedar Lewisohn, Editions Tate, Londres
- 2007
  - The Warhol economy: how fashion, art, and music drive New York City textes de Elizabeth Currid, Princeton University Press
- 2006
  - Plastic culture: how Japanese toys conquered the world textes de Woodrow Phoenix, Kodansha International
  - Can´t stop won´t stop: une histoire de la génération hip-hop textes de Jeff Chang, Editions Allia
- 2005
  - East Village USA texts by Dan Cameron, Liza Kirwin, Alan W. Moore, The New Museum of Contemporary Art, New York
- 2004
  - Beautiful Losers – Contemporary Art and Street Culture textes de Alex Baker, Thom Collins, Jeffrey Deitch et alt., Aaron Rose et Christian Strike, New York
  - DPM - Disruptive Pattern Material textes de Hardy Blechman, Alex Newman, Edition Frances Lincoln
  - Experimental formats & packaging: creative solutions for inspiring graphic design textes de Roger Fawcett-Tang, Daniel Mason, Rotovision
  - Disruptive Pattern Material: An Encyclopedia of Camouflage textes de Hardy Blechman, Alex Newman, Editions Firefly Books
- 2002
  - Aerosol Kingdom – Subway Painters of New York City textes de Ivor L. Miller, Edition University Press of Mississippi, Jackson
- 2001
  - The graffiti subculture: youth, masculinity, and identity in London and New York textes de Nancy Macdonald, Palgrave Macmillan
- 2000
  - The new beats: culture, musique et attitudes du hip-hop textes de S. H. Fernando, Editions Kargo
  - Futura textes de Ben Drury, Liz Farrelly, Andrew Holmes, Editions Booth-Clibborn
- 1999
  - Pittura Dura : Dal Graffitismo alla Street Art textes de Luca Massimo Barbero, Renato Barilli et alt., Editions Electa, Milan
- 1998
  - Generations of youth: youth cultures and history in twentieth-century America textes de Joe Austin, Michael Willard, NYU Press
- 1997
  - New York Graffiti Art: Coming From The Subway: Histoire et Developpement d’un Mouvement Controverse Editions Farthest Star, VBI
- 1992
  - Coming from the Subway - New York Graffiti Art Stefan Eins et alt., Karl Muller Verlag Editions
- 1989
  - Futura 2000 : Œuvres récentes textes de Elisabeth Hess, Musée de Vire
- 1988
  - Subway Art textes de Martha Cooper et Henry Chalfant, Editions Holt Paperbacks
- 1987
  - New York Now textes de Carl Haenlein, Editions Kestner-Gesellschaft, Hanovre
  - Spraycan Art textes de Henry Chalfant, James Prigoff, Thames & Hudson
- 1983
  - New Art at the Tate Gallery texte de Michael Compton, Edition The Tate Gallery, Londres
- 1981
  - Events, Artist invite Artists, New York : New Museum text by Betty Fox, Eddition The New Museum of Contemporary Art, New York

## Automobiles

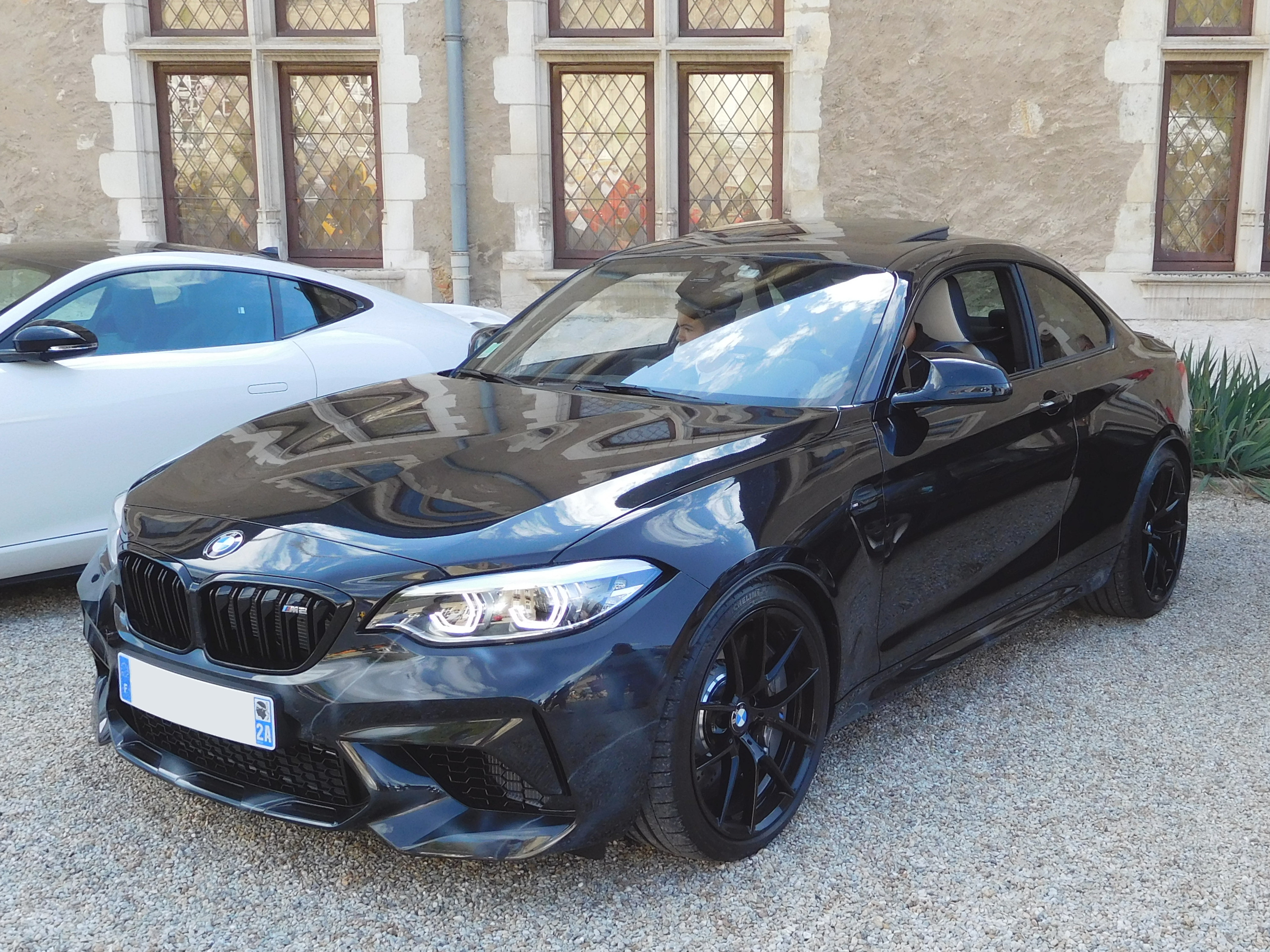
Un modèle en édition spéciale de la BMW M2 Competition, dérivé des trois modèles artistiques de Futura.

En 2020, Futura peint trois BMW M2 Competition. La même année, ces trois coupés sportifs uniques sont complétés par une série limitée à cinq cents exemplaires qui portent la signature de l'artiste,.